# 约翰·狄龙 (帆船运动员)
约翰·狄龙（英語：John Dillon，1921年3月24日—1988年10月17日），英国男子帆船运动员。他曾代表英国参加1952年和1956年夏季奥林匹克运动会帆船比赛，其中1956年奥运会获得一枚银牌。